# Natasha Kiss
Natasha Kiss, pseudonimo di Michelle Conti (Cairo Montenotte, 21 marzo 1973), è un'ex attrice pornografica e regista pornografica italiana.

## Biografia
Incominciò la carriera di attrice pornografica con alcuni film amatoriali assieme al marito e a causa di questo fu accusata nel febbraio e nell'agosto 2000 di atti osceni in luogo pubblico a Cuneo e sulla spiaggia di Rimini.
Nel 2004 venne nominata come miglior attrice al Festival Internacional de Cine Erótico de Barcelona.
Si è ritirata nel 2009 con un totale di 59 film come attrice e altri 22 come regista.
Nel 2011 in un'intervista al Corriere della Sera ha detto di aver incontrato quattro o cinque anni prima, in un club privé a Parigi, il direttore del FMI Dominique Strauss-Kahn e di aver avuto rapporti intimi con lui e una sua amica e lo ha difeso dalle accuse di stupro che l'hanno costretto alle dimissioni.